# Мюлльгайм (Тургау)
Мюлльгайм (нім. Müllheim TG) — громада  в Швейцарії в кантоні Тургау, округ Фрауенфельд.

## Географія
Мюлльгайм має площу 8,7 км², з яких на 17,3% дозволяється будівництво (житлове та будівництво доріг), 50,7% використовуються в сільськогосподарських цілях, 29,4% зайнято лісами, 2,5% не є продуктивними (річки, льодовики або гори).

## Демографія
2019 року в громаді мешкало 3003 особи (+11,5% порівняно з 2010 роком), іноземців було 17,6%. Густота населення становила 344 осіб/км².
За віковим діапазоном населення розподілялося таким чином: 20,5% — особи молодші 20 років, 62,4% — особи у віці 20—64 років, 17% — особи у віці 65 років та старші. Було 1271 помешкань (у середньому 2,3 особи в помешканні).
Із загальної кількості 1206 працюючих 65 було зайнятих в первинному секторі, 464 — в обробній промисловості, 677 — в галузі послуг.